# Pindenissos
Pindenissos (en llatí Pindenissus) era una ciutat de Cilícia situada en una alçada dominant de les muntanyes d'Amanos, que Ciceró va conquerir quan era procònsol d'aquella regió després d'un setge de cinquanta-set dies.